# 许瑞明
许瑞明（1964年—），男，中国结构生物学家，现任中国科学院生物物理研究所研究员、所长，中国科学技术大学生命科学学院院长，第十三届全国政协委员。